# ヌン・クン
ヌン・クンはヌン峰とクン峰という2つの山を含むヒマラヤ山脈の山塊である。ヌン峰とクン峰の標高はそれぞれ7,135メートル、7,077メートルとなっている。ヌン・クンはインド、ジャンムー・カシミール州のインドの管理ラインの内側に位置しており（参照：　カシミール）、ヌン峰がインドの現状での最高峰となる。インドが領有を主張するカラコルム山脈の一部にはさらに高い峰が複数存在する。
ヌン・クンはジャンムー・カシミール州の州都シュリーナガルの東250キロの地点、スル谷の近くに位置している。クン峰はヌン峰の北に位置し、それぞれは幅4キロの雪原に隔たれている。標高6,930メートルのピナクル・ピーク （ジャンムー・カシミール州）が山塊のうちで3番目に高い峰となる。

## 探検の歴史
この地域の探検に関する最初期の記録としては1898のアーサー・ニーヴ（Arthur Neve）によるものが挙げられる。ニーヴはその後にも3回、1902年、1904年、1910年とこの地を訪れている。1903年、オランダの登山家ヘンリック・シレムが2つの峰の間の平地を発見している。彼はこの時にナン峰の標高6,400メートル地点に到達している。1906年、著名な探検家夫婦であるファニー・ブロック・ワークマンと彼女の夫であるウィリアム・ハンター・ワークマン（William Hunter Workman）はこの山塊の第3峰であるピナクル・ピークに登頂したと主張した。彼らはさらに山塊の周囲を広範に探索、地図を作製した。しかし彼らの主張のうちのいくつかには真偽に関して論争が残っている。さらには三角測量の基準点が少なかったため、彼らの作った地図は役に立たなかった。
イタリアの登山家、マリオ・ピアチェンツァが1913年、北東の尾根を辿るルートからクン峰に初登頂している。しかしその後しばらくはクン峰の登頂に成功する者は現れず、2番目の登頂は58年後のインド陸軍の探検隊を待つことになる。
一方のヌン峰へのアタックは1934年、1937年、1946年と3度にわたり失敗しており、1953年に初めてバーナード・ピエール（Bernard Pierre）とビエール・ビトー（Pierre Vittoz）率いるパーティにより初登頂がなされた。このパーティはフランス人、スイス人、インド人、シェルパから成り、モラヴィア出身の宣教師であり登山家のビエール・ビトーと、女性登山家の草分けであるクロード・コーガンの2名が山頂までを踏破した。以降は他のルートも開拓されていった。北西のルートは1976年の10月27日と28日にチェコの探検隊によって初めて踏破されている。1978年10月25日には明治学院大学ヒマラヤ遠征隊1978がヌン峰東陵からの初登頂に成功した。
この山塊へはカルギル、またはレー (インドの都市)からのアクセスが容易である。

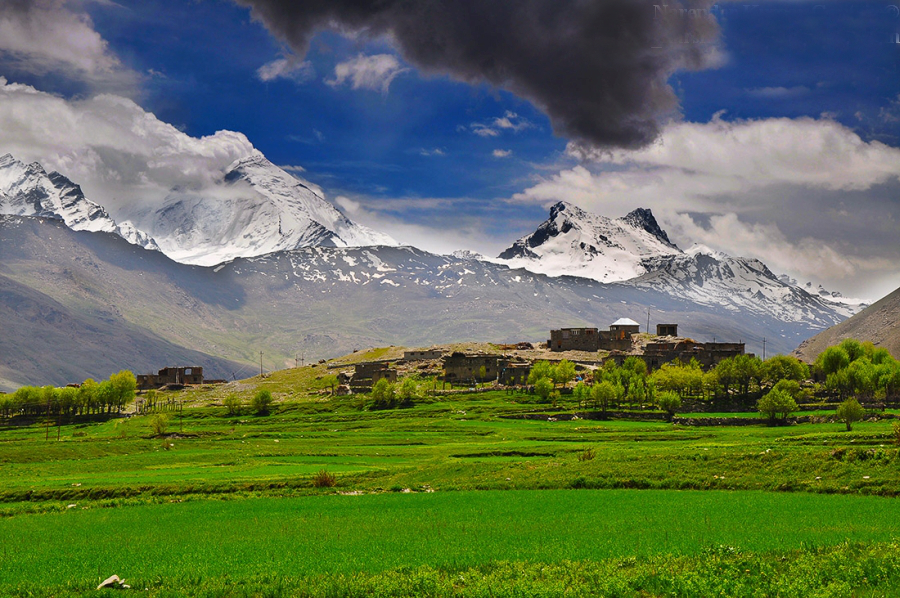
ヌン・クンを望む。ザンスカールより。

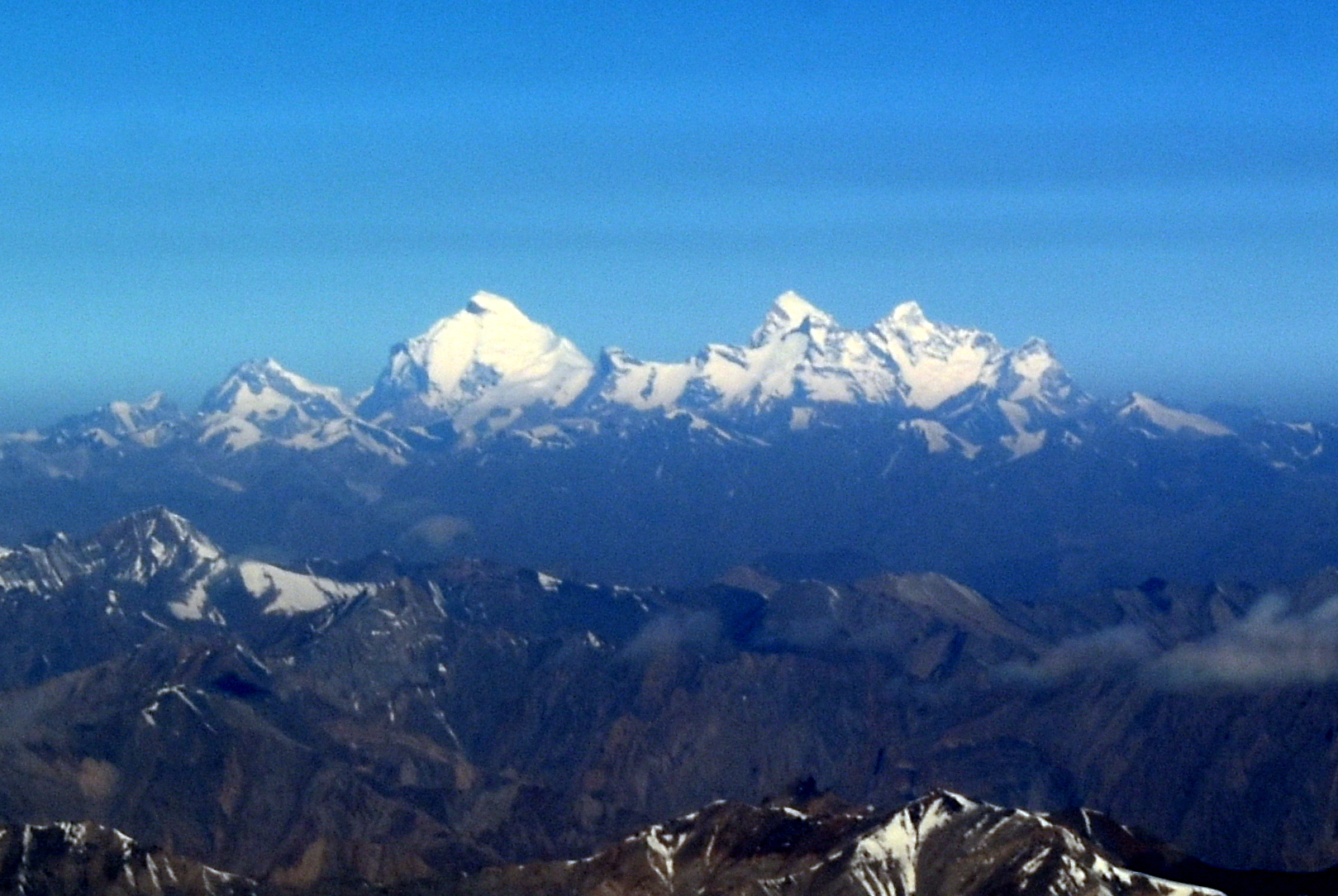
レーに至る道より望むヌン・クン